# Shorter Oxford English Dictionary
 (25 octobre 2016).
Le Shorter Oxford English Dictionary (SOED) est un dictionnaire en anglais édité par Oxford University Press. Le SOED est résumé en deux volumes des vingt-volumes de l'Oxford English Dictionary (OED). 

## Éditions imprimées

### Prologue
Le premier éditeur, William Little, a travaillé sur le livre à partir de 1902 jusqu'à sa mort en 1922. Le dictionnaire a été complété par H. W. Fowler, Jessie Coulson et C. T. d'Oignons. Un condensé de l'œuvre complète est envisagée à partir de 1879, lors de Oxford University Press a pris le relais de la Philological Society sur ce qui était alors connu sous le nom de A New English Dictionary on Historical Principles. Toutefois, aucune mesure n'a été prise jusqu'en 1902, lorsqu'a commencé le travail de William Little, un membre du Corpus Christi College, Oxford. Il a travaillé jusqu'à sa mort en 1922, date à laquelle il a achevé les lettres de "A" jusque "T" ainsi que "V". Les lettres restantes ont été complétés par Henry Watson Fowler ("U", "X", "Y" et "Z") et Mme E. A. Coulson ("W") sous la direction de Charles Talbut Onions, qui a succédé à Little en tant qu'éditeur.Le premier éditeur, William Little, a travaillé sur le livre à partir de 1902 jusqu'à sa mort en 1922. Le dictionnaire a été complété par H. W. Fowler, Jessie Coulson et C. T. d'Oignons. Un condensé de l'œuvre complète est envisagée à partir de 1879, lors de Oxford University Press a pris le relais de la Philological Society sur ce qui était alors connu sous le nom de A New English Dictionary on Historical Principles. Toutefois, aucune mesure n'a été prise jusqu'en 1902, lorsqu'a commencé le travail de William Little, un membre du Corpus Christi College, Oxford. Il a travaillé jusqu'à sa mort en 1922, date à laquelle il a achevé les lettres de "A" jusque "T" ainsi que "V". Les lettres restantes ont été complétés par Henry Watson Fowler ("U", "X", "Y" et "Z") et Mme E. A. Coulson ("W") sous la direction de Charles Talbut Onions, qui a succédé à Little en tant qu'éditeur. 

### Première édition
La première édition a été publiée en février 1933. Elle a été réimprimée en mars et avril de cette année et de nouveau en 1934.

### Deuxième édition
Une deuxième édition parait en 1936 contenant environ 3 000 révisions et des ajouts et fut réédité en 1939.

### Troisième édition
Une troisième édition a été publiée aux États-Unis sous le nom de Oxford Universal Dictionary en 1944 avec les réimpressions en 1947, 1950, 1952 et 1955. La réimpression de 1955 contient un additif de nouvelles entrées. La réimpression de 1973 contenait un addenda élargie avec plus de soixante-dix pages et une révision majeure de toutes les étymologies.

### Cinquième édition
La cinquième édition a été publiée en 2002 et contient plus d'un demi-million de définitions, avec 83 500 citations de 7 000 auteurs.

### Septième édition
Oxford n'a pas annoncé qu'ils avaient commencé à travailler sur une septième édition du SOED.

## Versions électroniques
Le Shorter Oxford English Dictionary est disponible sur CD-ROM pour Windows et Macintosh. La version 3.0 du CD-ROM est protégé contre la copie par l'utilisation de SecuROM.
Le dictionnaire est également disponible en téléchargement électronique plug-in pour WordWeb (en) pour Windows et pour Mac OS X.
En plus de la totalité du contenu du dictionnaire de papier classique, les versions électroniques comprennent :
- prononciations audio
- Recherche automatique de mots à partir d'autres applications
- Les fonctions de recherche
- fonctions Crossword solveur et anagrammes